# Hyalinometra
Hyalinometra là một chi bướm đêm thuộc họ Geometridae.